# Stars in My Crown
Stars in My Crown ist ein US-amerikanischer Spielfilm unter Regie von Jacques Tourneur aus dem Jahr 1950. Der Film – eine Mischung aus Drama, Komödie und Western – basiert auf dem 1947 erschienenen Roman Stars in My Crown von Joe David Brown; er erzählt verschiedene Episoden eines amerikanischen Dorflebens in der Zeit nach dem Sezessionskrieg, wobei die zentrale Figur des von Joel McCrea gespielten Pfarrers Josiah Gray die Handlung zusammenhält.

## Handlung
Erzählt wird die Handlung im Rückblick von John Kenyon, der über seine Kindheit in der Stadt Walesburg im 19. Jahrhundert und über seinen Ziehvater Josiah Gray berichtet.
Kurz nach dem Ende des Amerikanischen Bürgerkrieges trifft der Prediger Josiah Gray in das damals noch recht unzivilisierte Walesburg ein. Er geht direkt in den Saloon, um seine erste Predigt zu halten. Als die Gäste ihn auslachen, zieht er zwei Gewehre und bringt die Männer dazu, ihm zuzuhören. Josiah lebt sich ein, gewinnt an freiwilligen Zuhörern seiner Predigten und wird ein angesehenes Mitglied der Gemeinde. Die Bevölkerung baut unter seiner Leitung eine Kirche. Er heiratet Harrie und zieht ihren verwaisten Neffen John auf.
Der beliebte alte Dorfarzt Dr. Harris Sr. stirbt, woraufhin sein Platz von seinem Sohn Dr. Harris Jr. eingenommen wird. Der junge Mann ist zwar ein guter Arzt, aufgrund seines auch gegenüber Prediger Gray offen vertretenen Atheismus und seiner konträren Meinungen ist er aber nicht sehr beliebt und will Walesburg so bald wie möglich verlassen. Er verliebt sich in die Schullehrerin Faith Samuels. Sie zögert, ihn zu heiraten, da er darauf besteht, wegzuziehen.
Da erkrankt John an Typhus. Dr. Harris jr. warnt Josiah, sich anderen Menschen fernzuhalten, um die Krankheit nicht zu verbreiten, aber Josiah ignoriert ihn, und bald sind auch andere erkrankt, darunter Faith. Als Harris Josiah die Schuld gibt, ist sein Glaube erschüttert; er schließt die Kirche und zieht sich aus der Gemeinde zurück. John erholt sich und findet heraus, dass die Ursache verdorbenes Brunnenwasser war. Harris’ Einsatz für seine Patienten schweißt ihn und Walesburg zusammen. Als es scheint, dass Faith im Sterben liegt, ruft Harris den Prediger herbei. Josiahs Gebete werden erhört; Faith erholt sich, und Harris und Gray kommen zu einem besseren Verständnis füreinander.
Weitere Krisen für Josiah ergeben sich. Der einflussreiche Geschäftsmann Lon Backett will das Land des befreiten Sklaven Onkel Famous kaufen. Er möchte das dortige Glimmervorkommen fördern, um seine Mine in Betrieb zu halten, aber Onkel Famous weigert sich zu verkaufen. Auf Anweisung von Backett zertrampeln die arbeitslosen Minenarbeiter die Ernte des alten Mannes und zerstreuen sein Vieh, doch er bleibt hartnäckig und bekommt ein Ultimatum gestellt: Entweder er verschwindet oder ihm wird Schlimmes angetan werden.
Josiah möchte Onkel Famous zur Seite stehen. Josiahs alter Freund Jed Isbell und dessen Söhne bieten ihre Unterstützung in einem möglichen Kampf an, aber Josiah möchte einen solchen verhindern. Josiah wartet mit Onkel Famous auf den von Backett angeführten Lynchmob, der in seinen Ku-Klux-Klan-Kostümen auftaucht. Josiah leistet keinen Widerstand, sondern bittet den Mob, ihm zuerst bei der Verlesung von Onkel Famous’ Testament zuzuhören. Bei jedem Punkt erinnert er die Begünstigten daran, wie freundlich der alte Mann in der Vergangenheit zu ihnen war. Beschämt zerstreut sich der Mob. Danach hebt John die Seiten auf, die Josiah vorgelesen hat, doch die Seiten sind leer. Josiah antwortet, es sei der Wille Gottes.

## Hintergrund
In dem Film treten Amanda Blake und James Arness gemeinsam auf, die später über Jahrzehnte zusammen an der Westernserie Rauchende Colts mitwirkten. Für den erfahrenen Darsteller Alan Hale war Jed Isbell die letzte Rolle, er starb bereits mehrere Monate vor der Premiere des Films. Charles Kemper, der den Schausteller Professor Wiggins spielt, starb ebenfalls nur einen Tag nach der Premiere bei einem Autounfall.

## Kritiken
Die New York Times bezeichnete den Film als „cinematische Schatztruhe“ und lobte die Leistungen der Darsteller:
McCrea liefert eine tadellose Leistung ab, ob er nun am Bett eines Sterbenden betet oder in einem Saloon seine beiden Pistolen schwingt, um die Aufmerksamkeit auf sich zu ziehen, während er aus der Bibel liest. Ellen Drew ist gut als seine Frau; Juano Hernandez ist ausgezeichnet als alter Neger, und Dean Stockwell, der verstorbene Alan Hale, James Mitchell und Amanda Blake führen ein Ensemble an Nebendarstellern an, das durchweg sehr gut ist.
Jonathan Rosenbaum bezeichnet Stars in My Crown als „einen der am meisten vernachlässigten Filme der Kinogeschichte“. Emotional und mitunter düster, erinnere der Film in seiner „komplexen Wahrnehmung des Guten“ an einige der besten Arbeiten von John Ford. Es gebe wenige Filme, die das Wesen einer bestimmten Gemeinschaft mit größerer Genauigkeit vermitteln würden, als Stars in My Crown. Rosenbaum setzte Stars in My Crown auch 1998 auf seine Liste der 100 besten amerikanischen Filme, die er als eine Alternative zu der als konventionell kritisierten Liste des American Film Institutes mit den besten 100 Filmen veröffentlichte.